# Aguégués
Aguégués est une commune et une ville du sud-est du Bénin, préfecture du département de Ouémé.

## Population
Lors du recensement de 2013 (RGPH-4), la commune comptait 44 562 habitants.

## Galerie de photos

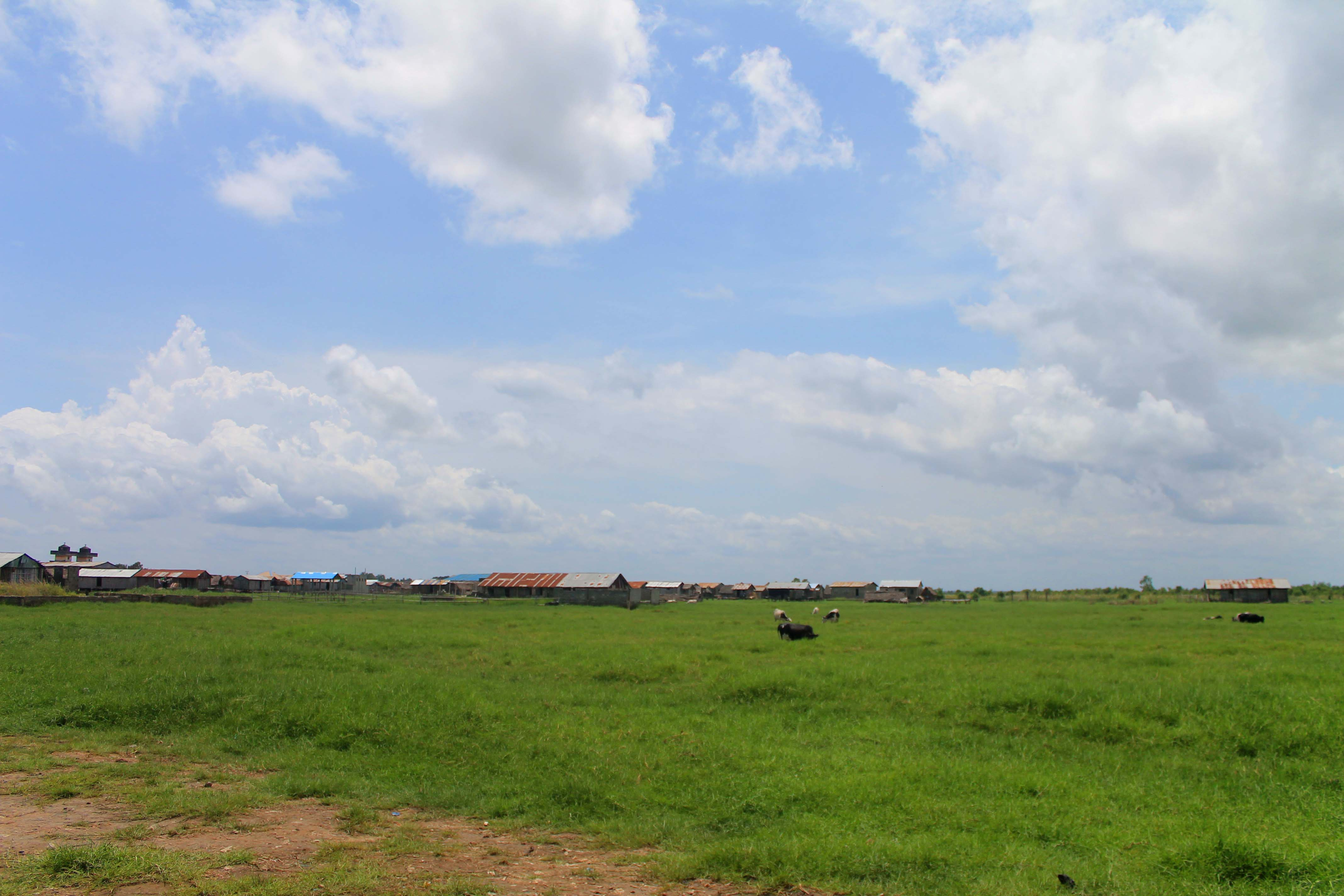
La nature des Aguégués
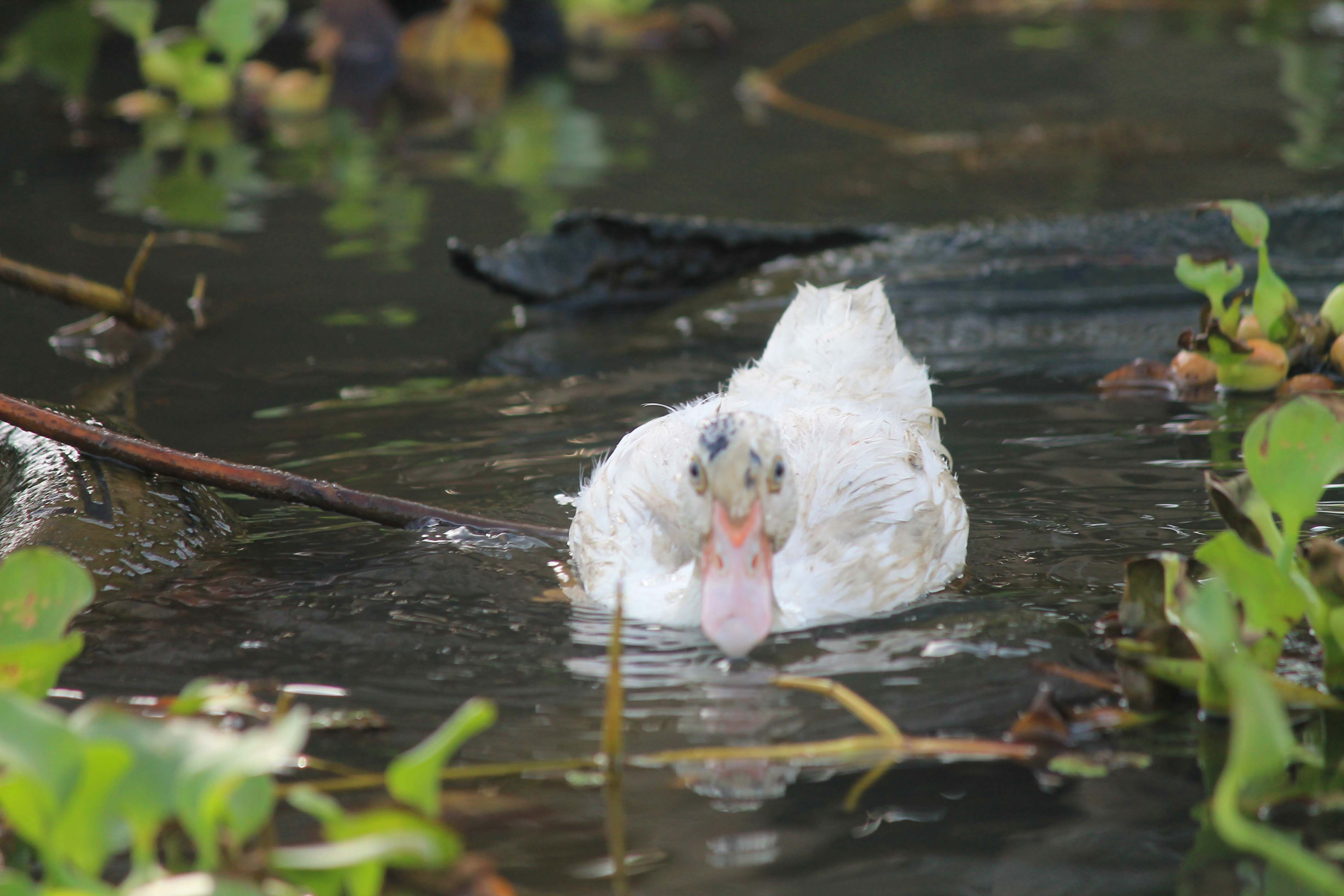
Canard des aguégués
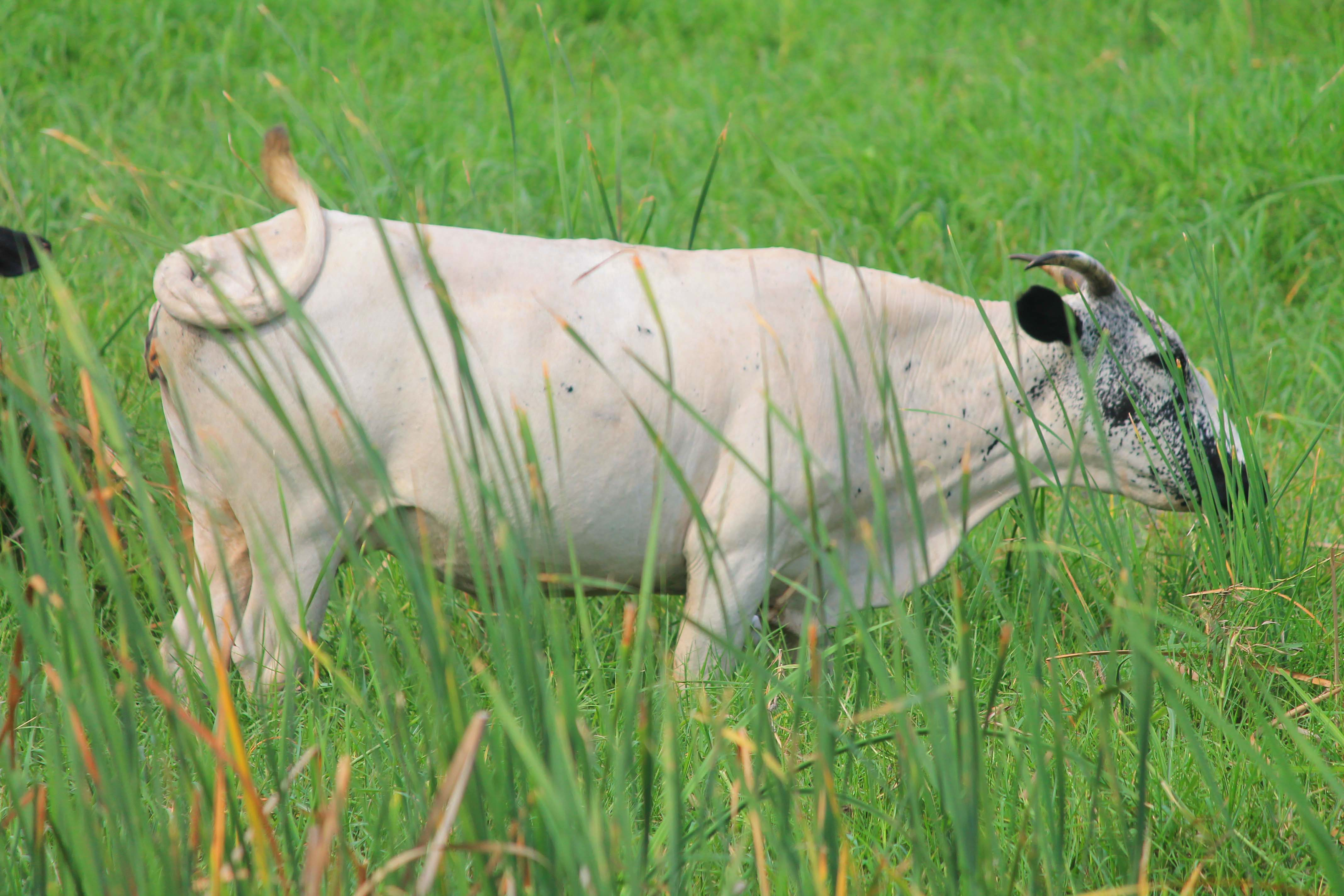
Vache des aguégués
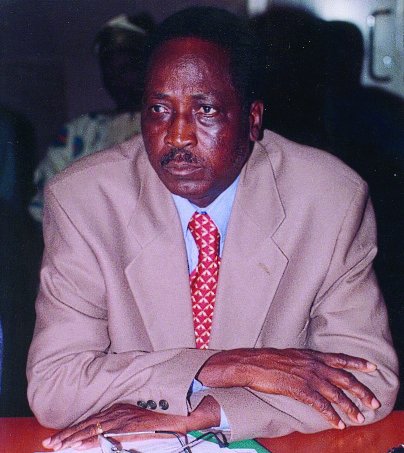
Jonas Aklé, ancien maire